# 2004年3月逝世人物列表
2004年逝世人物列表：1月 - 2月 - 3月 - 4月 - 5月 - 6月 - 7月 - 8月 - 9月 - 10月 - 11月 - 12月
2004年3月逝世人物列表，是用于汇总2004年3月期间逝世人物的列表。

## 依日期排序

### 1日
- 埃裡克·克羅斯，101歲，英國電影攝影師。[1]
- 奧古斯托·達科斯塔，83歲，巴西足球運動員和經理。
- 芭芭拉·弗勞利（Barbara Frawley），68歲，澳大利亞女演員（《點與袋鼠》）。[2]
- 米安·古拉姆·吉拉尼（Mian Ghulam Jilani），91歲，巴基斯坦陸軍軍官，肺炎。
- 塔吉丁·本·賽義德·馬斯桑德，70歲，科摩羅政治家。[3]
- 科斯塔斯·蒙蒂斯（Kostas Montis），90歲，塞普勒斯詩人、小說家和劇作家，肺結核。[4]
- 吉伯特·普拉斯（Gilbert Plass），83歲，加拿大物理學家。[5]
- 尼娜·薩佐諾娃（Nina Sazonova），87歲，蘇聯和俄羅斯女演員。

### 2日
- Berndt Egerbladh，71歲，瑞典爵士鋼琴家、作曲家和電視名人。
- Tony Lee，69歲，英國爵士鋼琴家，癌症。[6]
- 梅賽德絲·麥坎布雷奇，87歲，美國女演員（《國王的男人》、《巨人》、《驅魔人》），奧斯卡獎得主（1950年）。[7]
- 瑪吉·肖特（Marge Schott），75歲，辛辛那提紅人隊的美國主要老闆。[8]

### 3日
- 塞西莉·亞當斯（Cecily Adams），46歲，美國選角導演（《70年代秀》《來自太陽的第三塊石頭》）和女演員（《星際迷航：深空九號》），肺癌。
- Sumantra Ghoshal，55歲，印度學者和教育家，印度商學院創始院長，腦出血。[9]
- 蘇珊·穆勒·奧金（Susan Moller Okin），57歲，紐西蘭女權主義者和政治哲學家。[10]
- 佩德羅·彼特裡（Pedro Pietri），59歲，波多黎各裔美國努約里卡詩人和劇作家，胃癌。[11]
- 穆尼斯瓦米·拉傑戈帕爾，77歲，印度奧運曲棍球運動員（1952年夏季奧運會男子曲棍球金牌得主）。[12]
- 德雷克·薩瑟（Drake Sather），44歲，美國艾美獎提名電視編劇（鄧尼斯·米勒秀，拉裡·桑德斯秀，週六夜現場，Zoolander），自殺。[13]
- 米里亞姆·沃丁頓（Miriam Waddington），86歲，加拿大詩人，短篇小說作家和翻譯家。[14]
- 羅素·韋格利（Russell Weigley），73歲，美國教授和軍事歷史學家。[15]

### 4日
- 費爾南多·拉薩羅·卡雷特（Fernando Lázaro Carreter），80歲，西班牙語言學家，記者和文學評論家，多器官功能障礙綜合征。[16]
- Tooker Gomberg，48歲，加拿大政治家和環保活動家，自殺。
- 沃爾特·戈麥斯（Walter Gómez），76歲，烏拉圭足球運動員。
- 大衛·查理斯·哈威（David Charles Harvey），57歲，英國歷史學家和作家。[17]
- Dale Ishimoto，80歲，美國演員。
- 亞瑟·金塞拉（Arthur Kinsella），86歲，紐西蘭政治家，教育部長（1963-1969）。
- 羅伯托·萊裡奇（Roberto Lerici），79歲，義大利足球運動員和教練。
- John McGeoch，48歲，英國吉他手（Magazine，Siouxsie and the Banshees和PiL），SUDEP。[18]
- 克勞德·努加羅（Claude Nougaro），74歲，法國詞曲作者和歌手，胰腺癌。[19]
- 喬治·派克（George Pake），79歲，美國物理學家和計算機研究主管，以創立施樂PARC而聞名。[20]
- 瑪律科姆·帕斯利（Malcolm Pasley），77歲，英國文學學者。[21]
- Jeremi Przybora，88歲，波蘭詩人、作家、演員和歌手。[22]
- 斯蒂芬·斯普勞斯（Stephen Sprouse），50歲，美國藝術家和時裝設計師，心力衰竭。[23]

### 5日
- Thorkild Bjørnvig，86歲，丹麥作家和詩人。[24]
- 尼古拉斯·C·達蒂洛（Nicholas C. Dattilo），71歲，美國羅馬天主教會主教。
- 沃爾特·戈尼（Walt Gorney），91歲，奧地利裔美國演員（13日星期五，Trading Places）。
- 皮埃爾·萊維克（Pierre Lévêque），82歲，法國古希臘和希臘化歷史學家。[25]
- 卡洛斯·胡利奧·阿羅塞梅納·蒙羅伊，84歲，厄瓜多政治家，總統（1961-1963）。[26]
- 斯坦尼斯瓦夫·穆西亞烏（Stanisław Musiał），65歲，波蘭神父。[27]
- 邁克·奧卡拉漢（Mike O'Callaghan），74歲，美國政治家，內華達州州長（1971-1979），心臟病發作。
- 鴇田正憲，78歲，日本足球運動員，食道癌。[28]

### 6日
- 尤金·西奧多·布斯（Eugene Theodore Booth Jr.），91歲，美國核物理學家。
- 弗朗西斯·迪伊（Frances Dee），94歲，美國女演員，中風。[29]
- 雷·費爾南德斯（Ray Fernandez），47歲，美國職業摔跤手，以“赫拉克勒斯·埃爾南德斯”而聞名，患有心臟病。
- 桑迪·葛籣（Sandy Glen），91歲，蘇格蘭探險家和商人。
- 艾倫·肖特（Alan Short），83歲，美國立法者，《肖特-道爾精神健康法案》（Short-Doyle Mental Health Act）的合著者。[30]
- 安德列·溫甘德（André Weingand），88歲，法國奧運體操運動員。[31]
- 約翰·亨利·威廉姆斯（John Henry Williams），35歲，美國棒球運動員泰德·威廉姆斯（Ted Williams）的兒子，白血病。

### 7日
- Ewald W. Busse，86歲，美國精神病學家、老年學家和作家。[32]
- 尼古拉·卡哈爾（Nicolae Cajal），84歲，羅馬尼亞醫生和政治家。
- Bengt Fahlqvist，81歲，瑞典摔跤手和奧運獎牌得主。[33]
- 傑克·霍爾登（Jack Holden），96歲，英國奧運長跑運動員。[34]
- 邁克爾·斯金格（Michael Stringer），79歲，英國製作設計師和藝術總監（《皇家賭場》、《屋頂上的小提琴手》、《633中隊》）。
- 羅曼·阿列塔·比利亞洛沃斯，79歲，哥斯大黎加天主教大主教，腦瘤。
- 保罗·温菲尔德（Paul Winfield），62歲，美國演員（《發聲器》，《終結者》，227），艾美獎得主（1995年），心臟病發作。[35]

### 8日
- 亞諾斯·柏格納爾（János Bognár），89歲，匈牙利奧運自行車運動員。[36]
- Sivaramakrishna Chandrasekhar，73歲，印度物理學家。
- 基思·霍普金斯（Keith Hopkins），69歲，英國古代歷史學家和社會學家。[37]
- 羅賓·亨特（Robin Hunter），74歲，英國演員，肺氣腫。[38]
- 段君毅，93歲，中國政治家。
- Alfons Lütke-Westhues，73歲，德國馬術運動員和奧運冠軍。[39]
- 弗蘭克·穆尼（Frank Mooney），82歲，紐西蘭板球運動員。[40]
- 羅伯特·帕斯托雷利（Robert Pastorelli），49歲，美國演員（墨菲·布朗（Murphy Brown），橡皮擦，邁克爾（Michael），吸毒過量。[41]
- 埃伦弗里德·帕策尔（Ehrenfried Patzel），89歲，捷克斯洛伐克足球運動員。
- Siddharth Ray，40歲，印度演員，心臟病發作。
- Yavuz Selekman，67歲，土耳其摔跤手和電影演員。[42]
- 穆罕默德·扎伊丹（又名阿布·阿巴斯），55歲，巴勒斯坦民族主義者，巴勒斯坦解放陣線創始人，心血管疾病。

### 9日
- Rust Epique，35歲，美國詞曲作者和吉他手，心臟病發作。
- 馬歇爾·弗拉迪（Marshall Frady），64歲，美國記者，癌症。[43]
- 約翰·梅耶（John Mayer），73歲，印度作曲家，交通事故。[44]
- 阿尔伯特·莫尔（Albert Mol），87歲，荷蘭作家，舞蹈家，歌舞表演者，演員，電視名人，動脈瘤。[45]
- Gearóid Mac Niocaill，71歲，英國學者和歷史學家。
- 柯勒律治-泰勒·珀金森，71歲，美國作曲家、指揮家和鋼琴家。[46]
- 唐·史密斯，52歲，美國職業籃球運動員（費城76人隊），心臟問題。[47]

### 10日
- Olle Adolphson，69歲，瑞典作家、歌手和詞曲作者。[48]
- 鮑里斯拉夫·布隆杜科夫（Boryslav Brondukov），66歲，烏克蘭電影演員，中風。[49]
- 傑克·克雷利（Jack Creley），78歲，美籍加拿大演員。
- Norbert Grupe，63歲，德國拳擊手和演員（《虎膽龍威》、《斯特羅塞克》、《捉鬼敢死隊II》），前列腺癌。[50]
- Robert D. Orr，86歲，美國政治家，前印第安那州州長，手術併發症。[51]
- 詹姆斯·帕裡什，35歲，美國NFL球員（三藩市49人隊、匹茲堡鋼人隊、紐約噴氣機隊），癌症。[52]
- Hansjörg Schlager，74歲，德國奧運高山滑雪運動員（1972年冬奧會男子滑降和男子迴轉）。[53]
- David Shoenberg，93歲，英國物理學家（固態電子學，磁共振成像，超導性）。[54]
- Nasiba Zeynalova，87歲，蘇聯和亞塞拜然女演員。

### 11日
- 菲力浦·亞瑟·費舍爾（Philip Arthur Fisher），96歲，美國股票投資者，《普通股和不尋常利潤》一書的作者。[55]
- 西摩·蓋瑟（Seymour Geisser），74歲，美國統計學家，DNA證據專家。[56]
- 理查·金農（Richard Kinon），79歲，美國電視導演。
- 阿列克謝·馬祖連科（Aleksey Mazurenko），86歲，二戰期間的俄羅斯少將。[57]
- 埃德蒙·西爾弗斯（Edmund Sylvers），47歲，The Sylvers的美國主唱，肺癌。

### 12日
- 芬恩·卡林（Finn Carling），78歲，挪威作家和劇作家，患有腦癱。[58]
- 希德·科爾曼（Cid Corman），79歲，日本裔美國詩人和翻譯家，心臟病發作。[59]
- Karel Kachyňa，79歲，捷克電影導演和編劇。[60]
- 威廉·莫裡茨（William Moritz），63歲，美國電影史學家，癌症。
- 米爾頓·雷斯尼克（Milton Resnick），87歲，烏克蘭裔美國藝術家，自殺。[61]
- 西尔维·赛莫（Sylvi Saimo），89歲，芬蘭奧運會皮划艇運動員（女子K-1 500米皮划艇：1948年、1952年金牌得主）。[62]
- 納坦·約納坦（Natan Yonatan），80歲，以色列詩人。[63]

### 13日
- Guttorm Berge，74歲，挪威高山滑雪運動員和奧運獎牌得主。[64]
- 悉尼·卡特（Sydney Carter），88歲，英國音樂家和詩人。[65]
- 哈羅德·戈德史密斯（Harold Goldsmith），73歲，美國奧運花劍和重劍擊劍運動員。[66]
- 陈翰笙，107歲，中國社會學家。[67]
- 马克斯·莫里斯（Max Harris），85歲，英國電影和電視作曲家和編曲家。[68]
- Vilayat Khan，75歲，印度古典西塔琴演奏家，肺癌。[69]
- 弗朗茨·柯尼希（Franz König），98歲，奧地利紅衣主教。[70]
- 湯瑪斯·阿德奧耶·蘭博（Thomas Adeoye Lambo），80歲，奈及利亞學者、行政人員和精神病學家。[71]
- Blessing Makunike，27歲，辛巴威足球運動員，交通事故。[72]
- 杜拉·奧瑪律（Dullah Omar），69歲，南非內閣部長，癌症。[73]
- 弗農·威爾科克斯（Vernon Wilcox），84歲，澳大利亞政治家。

### 14日
- Siradiou Diallo，67歲，幾內亞記者和政治家，心臟驟停。[74]
- 馬丁·伊蒙德（Martin Emond），34歲，紐西蘭卡通插畫家和畫家，上吊自殺。
- 吉納維芙，83歲，美國喜劇演員、女演員和歌手。[75]
- Norb Hecker，76歲，美式橄欖球運動員和教練，癌症。[76]
- Jurijs Rubenis，78歲，拉脫維亞共產主義政治家。

### 15日
- 約翰·霍布豪斯，伍德伯勒男爵霍布豪斯，72歲，英國大律師和法官。
- 瓦茨拉夫·科扎克（Václav Kozák），66歲，捷克賽艇運動員和奧運冠軍。[77]
- René Laloux，74歲，法國動畫師、編劇和電影導演，心臟病發作。[78]
- 菲力浦·勒梅爾（Philippe Lemaire），77歲，法國演員，自殺。[79]
- 阿爾弗雷德·曼斯菲爾德（Alfred Mansfeld），92歲，以色列建築師。
- 查克·奈爾斯（Chuck Niles），76歲，美國南加州爵士電臺唱片騎師。[80]
- 派翠克·納特根斯（Patrick Nuttgens），74歲，英國建築師。[81]
- 比爾·皮克林（Bill Pickering），93歲，紐西蘭工程師，噴氣推進實驗室負責人，肺炎。[82]
- 約翰·波普，78歲，英國理論化學家，諾貝爾獎獲得者，肝癌。[83]
- 伊萬·雷佐夫（Ivan Ryzhov），91歲，蘇聯和俄羅斯電影和戲劇演員。
- 薇姬·希蘭（Vicki Shiran），57歲，以色列犯罪學家、社會學家、詩人、電影導演和活動家，乳腺癌患者。[84]
- 約翰·瓦隆（John Vallone），50歲，美國製片設計師（《星際迷航：電影》《鐵血戰士》《48小時》）。

### 16日
- 布萊恩·比安基尼（Brian Bianchini），25歲，美國時裝模特，自殺。[85]
- Hank Marr，77歲，美國爵士音樂家。
- 沙姆塞丁·賽義德-阿巴西，61歲，伊朗奧運摔跤手（1968年夏季奧運會男子自由式羽量級摔跤銅牌得主）。[86]
- Vilém Tauský，94歲，捷克指揮家和作曲家。[87]

### 17日
- J.J.傑克遜，62歲，美國廣播電視名人，心臟病發作。
- 莫妮克·萊德拉赫（Monique Laederach），65歲，瑞士作家。[88]
- 邁克爾·梅林格（Michael Mellinger），74歲，德國演員。[89]
- 伯尼·謝勒（Bernie Scherer），91歲，美國橄欖球運動員（內布拉斯加大學，綠灣包裝工隊，匹茲堡海盜隊）。[90]

### 18日
- 石璋如 (中央研究院院士)，103歲，歷史學家，中華民國中央研究院第一十二屆(人文及社會科學組)院士。[91]
- 吉恩·比爾登（Gene Bearden），83歲，克利夫蘭印第安人隊的美國棒球運動員。[92]
- 維塔斯·布倫納（Vytas Brenner），57歲，委內瑞拉音樂家，鍵盤手和作曲家，心臟病發作。
- 華萊士·達文波特（Wallace Davenport），78歲，美國爵士小號手。[93]
- Louisette Hautecoeur，89歲，法國電影剪輯師。
- 理查·馬納（Richard Marner），82歲，俄裔英國演員。
- 哈裡森·麥凱恩（Harrison McCain），76歲，加拿大商人，麥凱恩食品公司（McCain Foods）創始人，腎衰竭。
- 拉奎爾·羅德里戈（Raquel Rodrigo），89歲，古巴女演員和歌手。[94]
- 阿卜杜賈利勒·薩馬多夫，54歲，塔吉克政治家。
- Erna Spoorenberg，77歲，荷蘭女高音。[95]

### 19日
- 羅伊·阿博特（Roy Abbott），76歲，澳大利亞政治家。
- 伯特·巴羅（Bert Barlow），87歲，英國足球運動員。[96]
- 吉列爾莫·里瓦斯（Guillermo Rivas）«el Borras»，76歲，墨西哥喜劇演員，肺炎。
- Magool，55歲，索馬里歌手，乳腺癌患者。
- 布萊恩·麥克斯韋（Brian Maxwell），51歲，加拿大長跑運動員，能量棒品牌PowerBar的創始人，心臟病發作。
- 霍勒斯·菲力浦斯（Horace Phillips），86歲，英國外交官。[97]
- 米切尔·夏普（Mitchell Sharp），92歲，加拿大內閣部長（國會議員，外交部長，財政部長），前列腺癌。[98]
- 克里斯·蒂姆斯（Chris Timms），56歲，紐西蘭帆船運動員和奧運冠軍，飛機失事。[99]
- 泰德·沃克（Ted Walker），69歲，英國詩人和戲劇家。[100]

### 20日
- 伯恩哈德·克裡斯滕森（Bernhard Christensen），98歲，丹麥作曲家和管風琴家。
- 查理斯·哈羅德·哈登二世，66歲，美國法學家。
- 碇矢長介，72歲，日本喜劇演員，喜劇演員和喜劇團體The Drifters的領導人，淋巴瘤。
- 朱丽安娜女王，94歲，荷蘭皇室成員，荷蘭前女王，肺炎併發症。[101]
- Joakim Segedi，99歲，塞爾維亞-克羅埃西亞希臘-天主教教長，克里熱夫奇輔理主教（1963-1984）[102]
- 皮埃爾·塞維尼（Pierre Sévigny），86歲，加拿大國會議員（下議院代表魁北克省朗格伊-聖休伯特），以芒辛格事件而聞名。[103]

### 21日
- 阿德琳·阿庫福-阿多，86歲，迦納第二共和國第一夫人，愛德華·阿庫福-阿多的妻子。
- 約翰尼·布裡斯托爾（Johnny Bristol），65歲，美國音樂家。[104]
- C. West Churchman，90歲，美國哲學家和系統科學家。[105]
- Matt Gribble，41歲，美國游泳運動員、奧運運動員、世界冠軍，交通事故。[106]
- Nurnaningsih，78歲，印尼女演員。
- 米爾韋斯·薩迪克，阿富汗政治家，兇殺案。
- 羅伯特·斯奈德（Robert Snyder），88歲，美國紀錄片製片人（憑藉《泰坦：米開朗基羅的故事》獲得奧斯卡最佳紀錄片獎）。[107]
- Ludmilla Tchérina，79歲，法國芭蕾舞演員]，女演員和作家。[108]
- 約翰·韋斯特（John C. West），81歲，美國政治家和外交官。[109]

### 22日
- 米爾科·布勞恩，61歲，克羅埃西亞足球運動員。
- 麗莎·費拉迪（Lisa Ferraday），83歲，羅馬尼亞裔美國模特和女演員。
- 彼得·傑克遜（Peter Jackson），73歲，英國橄欖球聯盟球員。
- 彼特·凱利（Pete Kelly），91歲，加拿大冰球運動員。[110]
- 斯洛博丹·科瓦切維奇，57歲，南斯拉夫/波士尼亞和黑塞哥維那搖滾吉他手，肝癌。
- 珍妮特·阿克尤茲·馬泰（Janet Akyüz Mattei），61歲，土耳其裔美國天文學家，白血病。
- V. M. Tarkunde，94歲，印度律師、民權活動家和人道主義領袖。
- 艾哈迈德·亚辛（Ahmed Yassin），67歲，巴勒斯坦精神領袖，哈馬斯創始人，軍事行動。[111]

### 23日
- Lorand Fenyves，86歲，加拿大小提琴家和教授。[112]
- 魯珀特·哈默（Rupert Hamer），87歲，澳大利亞政治家，心力衰竭。[113]
- 奥托·库姆（Otto Kumm），94歲，二戰期間武裝黨衛軍的德國師長。
- L. S. Stavrianos，91歲，希臘裔加拿大歷史學家。[114]

### 24日
- 多米尼克·阿戈斯蒂諾（Dominic Agostino），44歲，加拿大政治家，安大略省自由黨議員，肝癌。
- 約書亞·艾爾伯格（Joshua Eilberg），83歲，美國政治家。[115]
- 邁克爾·加裡森（Michael Garrison），47歲，美國環境音樂家，肝衰竭。[116]
- 米爾德里德·傑弗里（Mildred Jeffrey），93歲，美國政治和社會活動家。[117]
- 理查·裡奇（Richard Leech），81歲，愛爾蘭演員。[118]

### 25日
- 羅伯特·雅頓（Robert Arden），81歲，英裔美國電影、電視和廣播演員。[119]
- 凱薩琳·勞倫斯（Katherine Lawrence），49歲，美國編劇和作家，自殺。[120]
- Kristine Vetulani-Belfoure，79歲，波蘭教師和作家，心力衰竭。
- 湯姆·威爾遜（Tom Wilson），52歲，蘇格蘭廣播唱片騎師，心臟病發作。

### 26日
- 加茂健，89歲，日本足球運動員。[121]
- 弗雷德·卡林（Fred Karlin），67歲，美國故事片和電視電影配樂作曲家，癌症。[122]
- 斯泰爾維奧·馬西（Stelvio Massi），75歲，義大利導演、編劇和攝影師。[123]
- 維克多·尼克爾森（Victor J. Nickerson），75歲，美國純種賽馬訓練師。
- J·愛德華·魯什（J. Edward Roush），83歲，美國政治家（印第安那州第5國會選區和印第安那州第4國會選區的美國眾議員）。[124]
- Jan Sterling，82歲，美國女演員（The High and the Mighty，Ace in the Hole，Pony Express），中風，糖尿病。[125]

### 27日
- 鮑勃·克雷明斯（Bob Cremins），98歲，美國棒球運動員（波士頓紅襪隊）。[126]
- 彼得·戴蒙德（Peter Diamond），74歲，英國演員，中風。
- 理查·蘭斯林·格林（Richard Lancelyn Green），50歲，英國學者，研究亞瑟·柯南·道爾（Arthur Conan Doyle）和夏洛克·福爾摩斯（Sherlock Holmes）。[127]
- 傑羅姆·卡姆羅夫斯基（Gerome Kamrowski），90歲，美國超現實主義和抽象表現主義藝術家。
- 米里亞姆·利希特海姆（Miriam Lichtheim），89歲，土耳其-美國-以色列埃及學家。[128]
- H. Christopher Longuet-Higgins，80歲，英國學者和教師。
- 埃納爾·馬格努森（Einar Magnussen），72歲，挪威經濟學家和政治家。
- 羅伯特·梅爾（Robert Merle），95歲，法國作家，心臟病發作。[129]
- 約翰·薩克（John Sack），74歲，美國記者和戰地記者，前列腺癌。[130]
- 阿丹·桑切斯（AdánSánchez），19歲，墨西哥歌手，車禍。
- 拉裡·特拉斯克（Larry Trask），59歲，美籍英國語言學家，巴斯克人專家，肌萎縮側索硬化症。[131]
- 詹姆斯·瓦帕卡布洛，59歲，烏干達政治家，烏干達外交部長。

### 28日
- 珀西·比姆斯（Percy Beames），92歲，澳大利亞運動員和記者。
- 阿尔贝特·布吕尔斯（Albert Brülls），67歲，德國足球運動員。
- 埃裡希·豪瑟（Erich Hauser），73歲，德國雕塑家。[132]
- Art James，74歲，美國遊戲節目主持人和播音員。[133]
- 柳比沙·斯帕伊奇，78歲，南斯拉夫足球運動員和經理。[134]
- 皮特·乌斯蒂诺夫，82歲，英國演員（《斯巴達克斯》、《托普卡匹》、《尼羅河上的死神》），奧斯卡獎得主（1961年、1965年），心力衰竭。[135]

### 29日
- Al Cuccinello，89歲，美國棒球運動員（紐約巨人隊）。[136]
- Lise de Baissac，98歲，二戰期間模里西斯-英國特種作戰執行官（SOE）特工。[137]
- 丹尼·登特（Denny Dent），55歲，美國速成畫家，心臟病發作。[138]
- 喬爾·范伯格（Joel Feinberg），77歲，美國政治和法律哲學家。[139]
- 休伯特·格雷格（Hubert Gregg），89歲，英國廣播公司（BBC）廣播員，作家和演員。
- 查理斯·葛籣茨巴赫（Charles Grenzbach），80歲，美國音響工程師，糖尿病患者。
- 喬治·赫德·漢密爾頓，93歲，美國藝術史學家、教育家和策展人。[140]
- 西蒙娜·雷南（Simone Renant），93歲，法國電影女演員，阿爾茨海默病。[141]

### 30日
- 薩爾瓦多·布魯尼（Salvatore Burruni），70歲，義大利蠅量級和雛量級拳擊手。[142]
- 阿利斯泰爾·庫克（Alistair Cooke），95歲，英裔美國BBC廣播員和評論員，癌症。[143]
- 羅伯特·達多斯（Robert Dados），27歲，波蘭賽車手，自殺。
- 埃裡克·弗裡德曼（Erick Friedman），64歲，美國音樂會小提琴家和學者。[144]
- 邁克爾·金（Michael King），58歲，紐西蘭歷史學家，交通事故。
- 威利·特羅格（Willy Tröger），75歲，德國足球運動員，胃癌。
- Timi Yuro，63歲，美國創作歌手，喉癌。[145]

### 31日
- René Gruau，95歲，義大利時尚插畫家。[146]
- Hedi Lang，72歲，瑞士政治家，第一位擔任瑞士國民議會主席的女性。
- 伊萬·科斯托夫·尼科洛夫，90歲，保加利亞地質學家、礦物學家和晶體學家。
- 第一代从男爵约翰·巴罗爵士，88歲，英國殖民地行政長官。[147]
- 哈伊姆·扎弗拉尼（Haim Zafrani），81歲，摩洛哥歷史學者。[148]